# 산업기술총합연구소

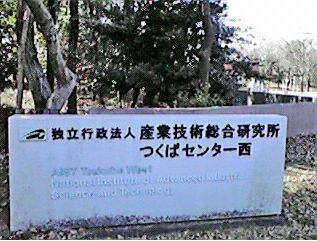
쓰쿠바 센터 서측 입구

산업기술총합연구소(産業技術総合研究所)는 일본의 독립행정법인이다. 약칭은 산총연(産総研), 영어 표기는 AIST(National Institute of Advanced Industrial Science and Technology)이다. 경제산업성에 속해 있다가 2001년 4월 1일부로 독립행정법인으로 개조되었다.

## 개략
2001년 1월 6일의 중앙성청 재편에 동반하여, 통상산업성 공업기술원 및 하기의 산하 15연구소군을 통합재편하여 발족한 것이다. (일부 업무는 경제산업성 산업기술환경국으로 이행하였다.)
- 쓰쿠바 센터
  - 산업기술융합영역연구소
  - 계량연구소
  - 기계기술연구소
  - 물질공학공업기술연구소
  - 생명공학공업기술연구소
  - 지질조사소
  - 전자기술총합연구소
  - 자원환경기술총합연구소
- 지역연구소
  - 홋카이도공업기술연구소
  - 도후쿠공업기술연구소
  - 나고야 공업기술연구소
  - 오사카공업기술연구소
  - 시고쿠 공업기술연구소
  - 쥬고쿠공업기술연구소
  - 규슈공업기술연구소

동년 3월 31일까지 경제산업성에 부속된 단일 연구소라는 잠정적인 형태가 되어, 동년 4월 1일에 독립행정법인으로 이행하였다.
영문 명칭은 공업기술원(Agency of Industrial Science and Technology)의 약칭AIST로 고안되었다.

## 같이 보기
- 독립행정법인